# Congo Airways
Congo Airways S.A. es la aerolínea de bandera de propiedad estatal de la República Democrática del Congo. Con un capital desembolsado de US $ 90 millones, inició operaciones el 20 de octubre de 2015, utilizando dos aviones Airbus A320 adquiridos a Alitalia. Inicialmente, la compañía sirvió a destinos congoleños desde su base en el Aeropuerto Internacional de N'djili en Kinsasa, y tiene planes de aumentar su flota y atender los mercados regionales e internacionales.

## Historia
Congo Airways se creó el 15 de agosto de 2014 a instancias del gobierno y realizó su primer vuelo el 20 de octubre de 2015. Air France Consulting brindó asistencia técnica a la aerolínea.
El 10 de diciembre de 2019, Congo Airways firmó un acuerdo con Embraer de 194,4 millones de dólares para adquirir dos aviones Embraer E175.  Se espera que los aviones se entreguen en el cuarto trimestre de 2020.
El 26 de mayo de 2020, Congo Airways convirtió el pedido en firme realizado en diciembre de 2019 de dos aviones E175, con derechos de compra de dos más, en un pedido en firme de dos aviones E190-E2, con derechos de compra de otros dos. Se espera que los aviones se entreguen en el segundo trimestre de 2022.

## Destinos
Congo Airways sirve los siguientes destinos:
1. ↑  International Hub
2. ↑  https://www.routesonline.com/news/38/airlineroute/280260/congo-airways-adds-moanda-flight-from-mid-august-2018/
3. ↑  «Congo Airways adds new African destinations in May 2018». routesonline. Consultado el 29 de mayo de 2018.

## Flota

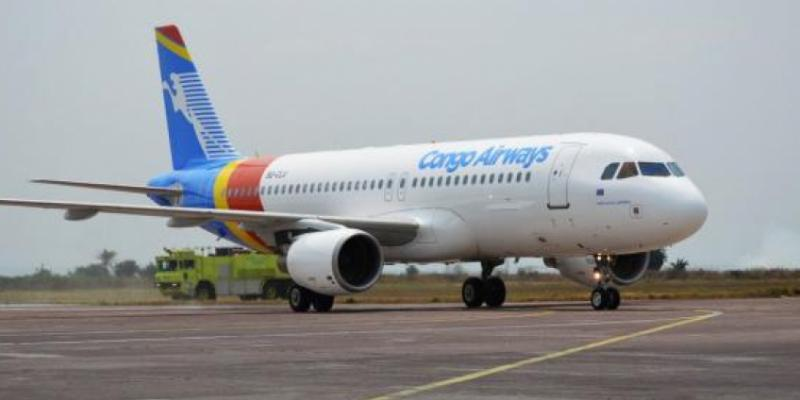
Airbus A320 de Congo Airways

La flota de Congo Airways consiste de las siguientes aeronaves:
| Aircraft               | In service | Orders | Passengers | Passengers | Passengers | Notes                         |
| Aircraft               | In service | Orders | C          | Y          | Total      | Notes                         |
| ---------------------- | ---------- | ------ | ---------- | ---------- | ---------- | ----------------------------- |
| Airbus A320-200        | 2          | —      | 10         | 150        | 160        |                               |
| Bombardier Dash 8-Q400 | 2          | —      | 5          | 64         | 69         |                               |
| Embraer 190-E2         | —          | 2      | 12         | 84         | 96         | Entregas comienzan el 2022    |
| Embraer 195-E2         | —          | 2      | 12         | 108        | 120        | Entregas comienzan en el 2022 |
| Total                  | 4          | 4      |            |            |            |                               |

Uno de los aviones tuvo que quedarse unas semanas en Dublín en septiembre de 2015 debido a que le faltaba la pintura.
1. ↑  «Court grounds Congolese aircraft in €10m debt dispute». RTE. 21 de agosto de 2015. Consultado el 19 de mayo de 2016.

- Datos: Q20824309
- Multimedia: Congo Airways / Q20824309